# أدبيات الشكل
أدبيات الشكل هي مجموعة منقرضة من الرئيسيات المبكرة. أنتشرت أدبيات الشكل في أنحاء كثيرة من الكتلة القارية الشمالية، ووصلت جنوبًا حتى شمال أفريقيا وآسيا الاستوائية. وجدت خلال عصر الإيوسين إلى عصر الميوسين. بدا بعض أدبيات الشكل مماثلًا لليمورات الحية.